# Kuda
La Kuda (in russo Куда?) è un fiume della Russia siberiana orientale, affluente di destra dell'Angara. Scorre nei rajon Ėchirit-Bulagatskij e Irkutskij dell'oblast' di Irkutsk.
Il fiume scorre dapprima in direzione meridionale, poi sud-occidentale toccando molti centri abitati tra cui l'insediamento di Ust'-Ordynskij. Sfocia a 1 694 km dalla foce dell'Angara, 20 km a nord di Irkutsk. Il fiume ha una lunghezza di 226 km e il suo bacino è di 8 030 km². Il flusso d'acqua medio annuo nell'area del villaggio di Granovščina (a 15 km dalla foce) è di 15,11 m³/s (dati di osservazione dal 1938 al 1990). Il suo maggior affluente è il Murin, proveniente dalla sinistra idrografica.